# Plakatstil

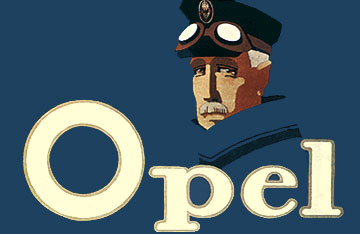
ملصق لسيارات أوبل، بقلم هانز رودي إيردت، (1911).

Plakatstil (الألمانية لـ "نمط الملصقات")، والمعروف أيضًا باسم Sachplakat، نمطًا مبكرًا من فن الملصقات الذي نشأ في ألمانيا في عام 1900.  بدأها لوسيان بيرنهارد من برلين في عام 1906. الخصائص الشائعة لهذا النمط هي حروف جريئة لافتة للنظر بألوان مسطحة.  يتم تبسيط الأشكال والكائنات، ويركز التكوين على كائن مركزي. ابتعد Plakatstil عن تعقيد Art Nouveau ونشر نظرة أكثر حداثة على فن الملصقات. ومن الفنانين المشهورين في Plakatstil لودفيج هولوين Edmund Edel [الإنجليزية] Ernst Deutsch-Dryden [الإنجليزية] ، هانز ليندنشتات، يوليوس كلينغر، يوليوس جيبكينز، Paul Scheurich [الإنجليزية] Karl Schulpig [الإنجليزية] وهانز رودي اردت. 
Das Plakat هي مجلة فنية ألمانية تم إصدارها من عام 1910 إلى عام 1921 بواسطة Verein der Plakatfreunde ("جمعية أصدقاء الملصق")، التي تأسست عام 1905 وقام بتحريرها لاحقًا طبيب الأسنان في برلين هانس زاكس. لوسيان بيرنهارد كان مدير الجمعية. 

## معرض الصور

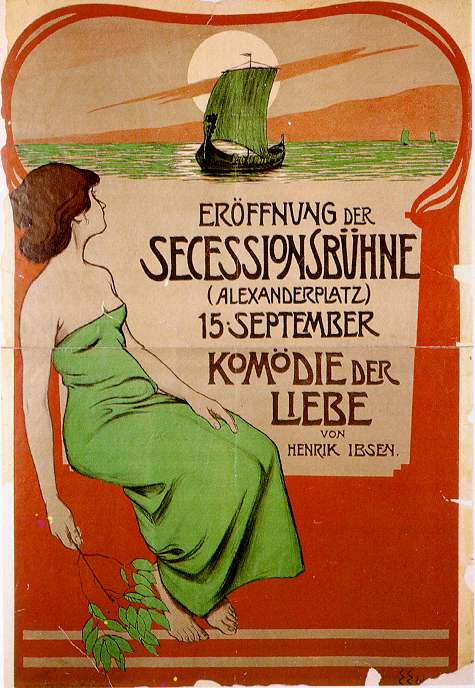
Edmund Edel [الإنجليزية], theatre poster for Komödie der Liebe by هنريك إبسن
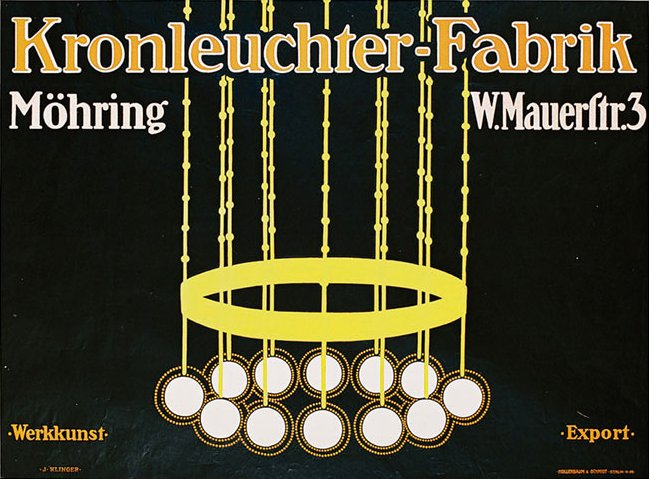
يوليوس كلينغر : مصنع Möhring للشمعدانات ، 1908
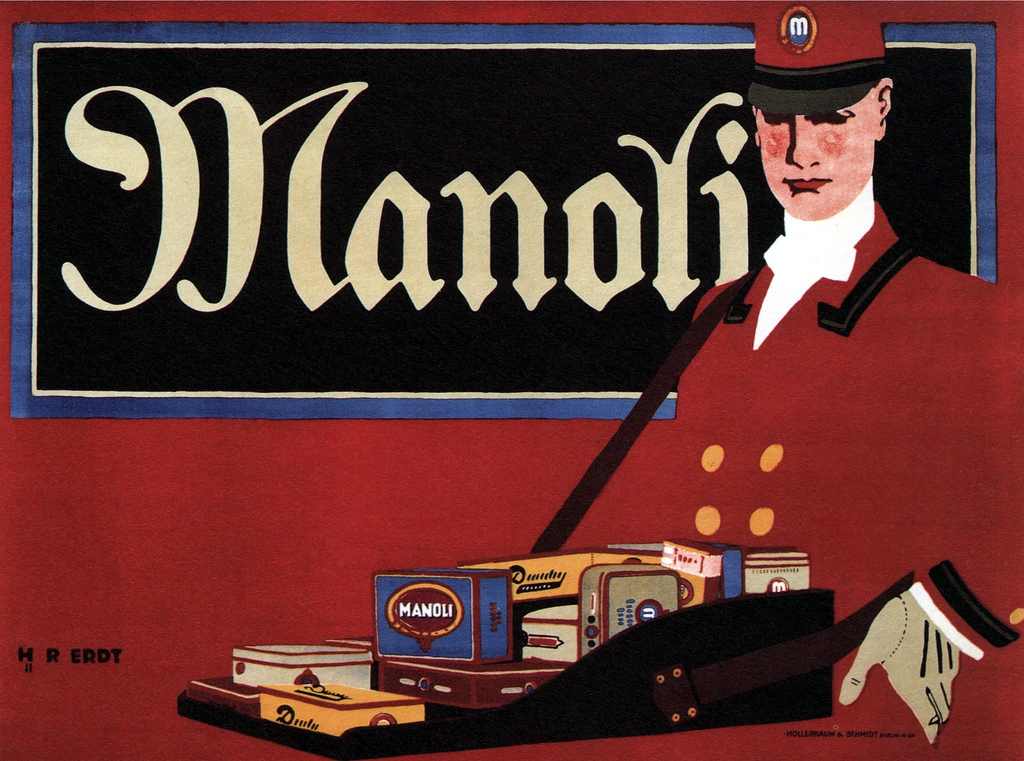
هانز رودي إيردت ، مانولي ، 1911
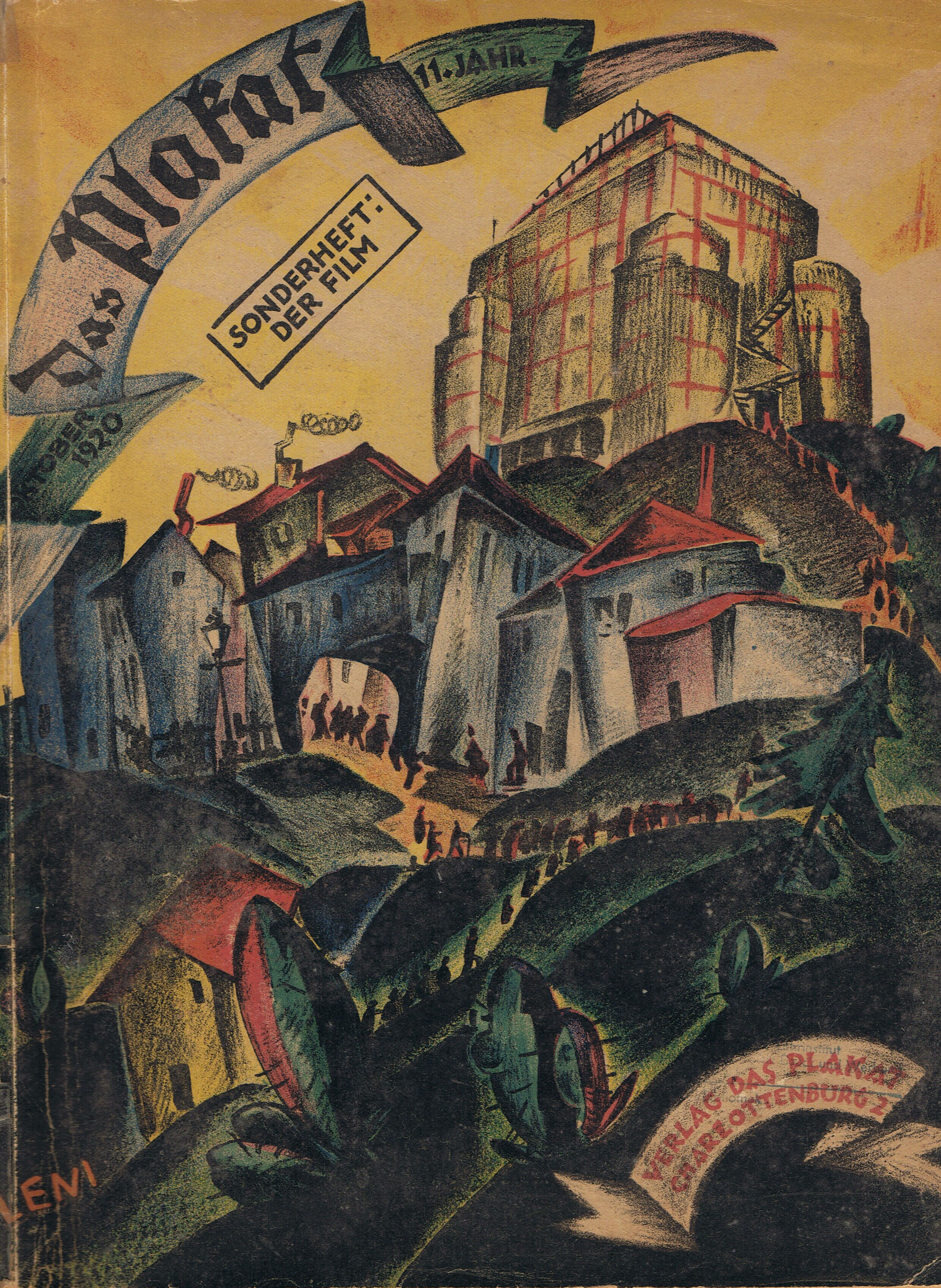
عدد خاص من Das Plakat على الفيلم ، أكتوبر ١٩٢٠ ؛ تغطية بول ليني